# Who You Are (Pearl Jam)
Who You Are è il primo singolo estratto dall'album No Code dei Pearl Jam. La canzone è stata inclusa nel greatest hits della band, Rearviewmirror: Greatest Hits 1991-2003.
Sul greatest hits, il testo della canzone subisce un lieve cambiamento: anziché "circumstance, clapping hands", dice "avalanche, falling fast".
Il ritmo della batteria è ispirato ad un assolo di batteria di Max Roach, che Jack Irons aveva sentito in un negozio musicale ad otto anni.

## Formati e tracklist
- Compact Disc Single (Nord America, Regno Unito, Giappone, Australia, Austria, Sud Africa)

1. "Who You Are" (Gossard, Irons, Vedder) – 3:51
2. "Habit" (Vedder) – 3:36

- 7" Vinyl Single (USA, Europa)

1. "Who You Are" (Gossard, Irons, Vedder) – 3:51
2. "Habit" (Vedder) – 3:36

- Cassette Single (USA, Australia, Paesi Bassi e Thailandia)

1. "Who You Are" (Gossard, Irons, Vedder) - 3:51
2. "Habit" (Vedder) – 3:36